# Karl Hjorth
Karl Hjalmar Reinhold Hjorth (Stockholm, 1875. július 15. – Stockholm, 1949. április 26.) svéd vívó, olimpikon.
Először olimpián az 1906. évi nyári olimpiai játékokon, Athénban indult, amit később nem hivatalos olimpiává nyilvánított a Nemzetközi Olimpiai Bizottság. Ezen az olimpián egy vívószámban indult: tőrvívásban, és helyezés nélkül zárt.
Utoljára az 1912. évi nyári olimpiai játékokon, Stockholmban vett részt nagy világjátékon. Ezen az olimpián is csak egy vívószámban indult: szintén tőrvívásban, és ekkor is helyezés nélkül zárt.